# Серенж, Николя Шарль
Николя́ Шарль Сере́нж (фр. Nicolas Charles Seringe; 1776—1858) — французский ботаник и врач.

## Биография
Николя Шарль Серенж родился в коммуне Лонжюмо департамента Эсон 3 декабря 1776 года. Учился медицине в Парижском университете, с 1796 по 1801 год работал военным врачом во французской армии. С 1801 года Серенж преподавал французский язык в Бернском университете. В 1820 году он переехал в Женеву, где продолжил преподавать. В 1830 году Николя Шарль был назначен директором Лионского ботанического сада и профессором ботаники Университета Клода Бернара в Лионе, где он работал до своей смерти. В 1855 году он стал кавалером Ордена Почётного легиона. Шарль Николя Серенж скончался 29 сентября (по другим данным — 29 декабря) 1858 года.
Основной гербарий Н. Ш. Серенжа хранится в Университете Клода Бернара в Лионе (LY). Некоторые типовые образцы находятся в Женевском ботаническом саду (G).

## Некоторые научные работы
- Seringe, N.C. (1815). Essai d'use monographie des Saules de la Suisse. 100 p.
- Seringe, N.C. (1818—1831). Mélanges botaniques. 2 vols.
- Seringe, N.C. (1830—1832). Bulletin botanique. 348 p.
- Seringe, N.C.; Guillard, J.C.A. (1835). Essai des formules botaniques. 128 p.
- Seringe, N.C. (1841). Éléments de botanique. 268 p.
- Seringe, N.C. (1845—1849). Flore des jardins. 3 vols.
- Seringe, N.C. (1847). Flore et pomone lyonnaises. 102 p.
- Seringe, N.C. (1851). Flore du pharmacien. 743 p.

## Роды, названные в честь Н. Ш. Серенжа
- Seringia Spreng., 1818, nom. rej. [syn.  Ptelidium Thouars, 1804]
- Seringia J.Gay, 1821, nom. cons.